# Almirante Padilla Airport
Almirante Padilla Airport är en flygplats i Colombia. Den ligger i den norra delen av landet, 800 km norr om huvudstaden Bogotá. Almirante Padilla Airport ligger 13 meter över havet.
Terrängen runt Almirante Padilla Airport är mycket platt. Havet är nära Almirante Padilla Airport åt nordväst. Runt Almirante Padilla Airport är det ganska glesbefolkat, med 29 invånare per kvadratkilometer. Närmaste större samhälle är Riohacha, 2,9 km nordost om Almirante Padilla Airport. Omgivningarna runt Almirante Padilla Airport är huvudsakligen savann.